# 47-ма Премія мистецтв Пексан
47-ма Церемонія Премії мистецтв Пексан (кор. 제47회 백상예술대상) — відбулася в Сеулі (Університет Кьонхі) 26 травня 2011 року. Транслювалася на телеканалі KBS2. Ведучими були Рю Сі Вон та Кім А Джун.

## Номінанти та переможці
Повний список номінантів та переможців. Переможці виділені жирним шрифтом та подвійним хрестиком ().

### Кіно
| Тесан (Велика нагорода) - Лі Бьон Хон (актор) — «Я бачив Диявола» | |
| Найкращий фільм - «Людина з нізвідки» - «Мох» - «Поезія» - «Недобросовісна торгівля» - «Жовте море» | Найкраща режисерська робота - Лі Чхан Дон — «Поезія» - Кан У Сок — «Мох» - Лі Чон Бом — «Людина з нізвідки» - На Хон Джін — «Жовте море» - Рю Син Ван — «Недобросовісна торгівля»                                                                             |
| Найкращий режисерський дебют - Кім Йон Тхак — «Привіт, привиде» - Чан Чхоль Су — «Осатаніла» - Чан Ю Джон — «Знайти містера Долю» - Кім Чон Хун — «Непримітне кохання» - Кім Кван Сік — «Мій відчайдушний дорогий»                                                 | Найкращий сценарій - Юк Сан Хьо — Він на службі - Кім Те У — «Слуга» - Кім Хьон Сок — «Агентство Сірано» - Лі Чхан Дон — «Поезія» - Пак Хун Джон — «Недобросовісна торгівля»                                                                                  |
| Найкраща чоловіча роль - Ха Чон У — «Жовте море» як Ку Нам - Чха Тхе Хьон — «Привіт, привиде» як Сан Ман - Лі Бьон Хон — «Я бачив Диявола» як Кім Су Хьон - Рю Син Бом — «Недобросовісна торгівля» як Чу Ян - Вон Бін — «Людина з нізвідки» як Чха Тхе Сік         | Найкраща жіноча роль - Тан Вей — «Пізня осінь» як Анна - Чо Йо Чон — «Слуга» як Чхунхян - Со Йон Хі — «Осатаніла» як Кім Бок Нам - Су Е — «Midnight FM» як Ко Сон Йон - Юн Чон Хі — «Поезія» як Ян Мі Джа                                                     |
| Найкращий акторський дебют (чоловіки) - Чхве Син Хьон — «71: У вогонь» як О Чан Бом - Чо Чін У — «Рукавичка» як Чарльз - Даніель Чхве — «Агентство Сірано» як Лі Сан Йон - Сон Се Бьок — «Слуга» як Пьон Хак До - Ом Кі Джун — «Людина вендети» як Чхве Бьон Чхоль | Найкращий акторський дебют (жінки) - Сін Хьон Бін — Він на службі як Чан Мі - Хван Ким Хі — «Осатаніла» як Хе Вон - Кім Се Рон — «Людина з нізвідки» як Со Мі - Лі Мін Чон — «Агентство Сірано» як Кім Хі Джун - Сім Ин Кьон — «Щасливі вбивці» як Кім Ха Рін |
| Нагорода за популярність (чоловіки) - Чхве Син Хьон — «71: У вогонь» як О Чан Бом | Нагорода за популярність (жінки) - Пак Сін Хє — «Агентство Сірано» як Мін Йон |

### Телебачення
| Тесан (Велика нагорода) - Хьон Бін (актор) — «Таємний сад» | |
| Найкращий серіал - «Таємний сад» (SBS) - «Дон Ї» (MBC) - «Гігант» (SBS) - «Хліб, кохання і мрії» (KBS) - «Колотнеча в Сон Кюн Кван» (KBS) | Найкраща розважальна програма - «Прийди погратися: Концерт гурту C'est si bon» (MBC) - «Сильне серце» (SBS) - «Концерт жартів» (KBS) - «Вікторина, яка змінить світ» (MBC) - «Щаслива неділя: Кваліфікація чоловіків» (KBS)                                 |
| Найкраща освітня програма - «Що таке школа?» (EBS) - «Документалка трьох днів» (KBS) - «Сльози Африки» (MBC) - «Остання тундра — в 4 серіях» (SBS) - «Дорога заради надії» (KBS) | Найкраща режисерська робота - Лі Чон Соп — «Хліб, кохання і мрії» - Чон Иль Йон — «Життя прекрасне» - Лі Пьон Хун — «Дон Ї» - Сін У Чхоль — «Таємний сад» - Ю Ін Сік — «Гігант»                                                                             |
| Найкращий режисерський дебют - Кім Вон Сок — «Колотнеча в Сон Кюн Кван» - Кім Те Джін — «Насолоджуйся життям» - Лі Тон Хун — «Відважна жінка» - Лі Ин Бок — «Одержимі мрією» | Найкращий сценарій - Кім Ин Сок — «Таємний сад» - Чан Йон Чхоль — «Гігант» - Чон Ха Йон — «Полум'я бажання» - Кан Ин Ґьон — «Хліб, кохання і мрії» - Кім Гю Ван — «Зведена сестра Попелюшки»                                                                |
| Найкраща чоловіча роль - Чон По Сок — «Гігант» як Чо Пхіль Йон - Хьон Бін — «Таємний сад» як Кім Чу Вон - Квон Сан У — «Велика річ» як Ха То Я - Лі Пом Су — «Гігант» як Лі Кан Мо - Юн Сі Юн — «Хліб, кохання і мрії» як Кім Тхак Гу                                                             | Найкраща жіноча роль - Хан Хьо Джу — «Дон Ї» як Дон Ї (Чхве Сукбін) - Хі Чі Вон — «Таємний сад» як Кіль Ра Ім - Чон Ін Хва — «Хліб, кохання і мрії» як Со Ін Сок - Кім А Джун — «Знак» як Ко Та Ґьон - Пак Мін Йон — «Колотнеча в Сон Кюн Кван» як Кім Ю Хі |
| Найкращий акторський дебют (чоловіки) - Пак Ю Чхон — «Колотнеча в Сон Кюн Кван» як Лі Сон Джун - Кім Су Хьон — «Одержимі мрією» як Сон Сам Дон - Кім Сон О — «Таємний сад» як секретар Кім - Ок Тхек Йон — «Зведена сестра Попелюшки» як Хан Чон У - Пак Чін Йон — «Одержимі мрією» як Ян Чін Ман | Найкращий акторський дебют (жінки) - Ю Ін На — «Таємний сад» - Пе Сюзі — «Одержимі мрією» як Ко Хє Мі - Лі Сі Йон — «Стати мільярдером» як Пу Тхе Хі - Нам Кю Рі — «Життя прекрасне» як Ян Чхо Рон - Пак Ха Сон — «Дон Ї» як Інхьон                         |
| Найкращий учасник розважальної програми - Лі Су Ґин — «2 дні і 1 ніч» - Кім Тхе Вон — «Щаслива неділя: Кваліфікація чоловіків» - Пек Йон Джін — «Концерт жартів» - Лі Кьон Ґю — «Щаслива неділя: Кваліфікація чоловіків» - Лі Син Ґі — «2 дні і 1 ніч»                                            | Найкраща учасниця розважальної програми - Кім Вон Хі — «Прийди погратися» - Сон Ка Ін — «Ми одружилися» - Кім Йон Хі — «Концерт жартів» - Чон Чу Рі — «Сильне серце» - Чо Хє Рьон — «Вікторина, яка змінить світ»                                           |
| Нагорода за популярність (чоловіки) - Пак Ю Чхон — «Колотнеча в Сон Кюн Кван» як Лі Сон Джун | Нагорода за популярність (жінки) - Мун Гин Йон — «Зведена сестра Попелюшки» як Сон Ин Джо |

### Особливі нагороди
| Нагороди                     | Отримувач   |
| ---------------------------- | ----------- |
| Нагорода за моду від InStyle | Лі Мін Чон  |
| Нагорода за досягнення       | Сін Сон Іль |